# Heterorachis tsara
Heterorachis tsara är en fjärilsart som beskrevs av Pierre E.L. Viette 1971. Heterorachis tsara ingår i släktet Heterorachis och familjen mätare. Inga underarter finns listade i Catalogue of Life.